# 김수희 (MBC 성우)
김수희(金秀姫, 1955년 2월 1일 ~ )는 대한민국의 성우다.

## 출연 작품
애니메이션
- 꽃의 천사 메리벨 (MBC) - 메리벨
- 소년기사 라무 (MBC) - 파르페
- 핑크 팬더 (MBC)
- 로빈훗의 모험 (MBC) - 로빈 훗
- 고바리안 (MBC) - 아치카 리사
- 은하순찰대 (MBC)
- 키다리아저씨 (MBC)
- 스모기 (MBC)
- 그림명작동화 (MBC)
- 세계명작만화 (MBC)
- 사랑의 큐피트 (MBC) - 비너스
- 금발의 제니 (MBC)
- 빨간망토 차차 (MBC) - 도로시(나중) / 마린(나중) / 흰괭이
- 은하철도 999 (MBC) - 가짜 알리바바 / 명진 / 눈의 여왕 / 전설의 여왕 / 마이크 엄마 / 레아 / 미래의 메텔 / 철수 / 릴리
- 무적의 실버호크 (MBC) - 멜로디
- 요술공주 밍키 (SBS) - 서부의 제인

애니메이션 영화
- 녹색나라 삐삐의 모험 (MBC)

영화
- 후크 (MBC)
- 스크림 (MBC)
- 스폰 (MBC)
- 플래시댄스 (MBC)
- 미스틱 피자 (SBS) - 캣 (아나베스 기쉬)
- 뮤리엘의 웨딩 (MBC) - 론다 (레이첼 그리피스)
- 딥 임팩트 (MBC) - 베스 (로라 이네스)
- 애정의 조건2 (MBC) - 팻지 (미란다 리처드슨)
- 폴리스 아카데미 (MBC)
- 아들의 방 (MBC)
- 고스포드 파크 (MBC)
- 해리슨 포드의 도망자 (MBC)
- 비틀쥬스 (MBC) - 리디아 (위노나 라이더)
- 조이 (MBC) - 빌리 엄마 (레베카 기브니)
- 인디아나 존스: 최후의 성전 (MBC) - 엘사 슈나이더 (앨리슨 두디)
- 흑인 오르페 (MBC) - 세라피나(레아 가르시아)

외화
- 비벌리힐즈의 아이들 (MBC) - 브랜다

방송
- 퀴즈 대한민국 (KBS)
- 좋은 아침 (SBS)
- 이야기 속으로 (MBC)
- 느낌표 (MBC)
- 일밤 (MBC)
- 행복주식회사 (MBC)
- 꼭 한번 만나고 싶다 (MBC)
- 요리보고 세계보고 (MBC)
- 강호동의 천생연분 (MBC)
- 무한지대큐 (KBS)

광고
- 기아자동차 프레지오
- MBC 캠페인 한국전기안전공사
- 격동80년
- 공덕전자랜드
- 기아자동차
- 매일유업 비피더스
- 한국도자기
- 한불화장품 쎄무와
- 한화콘도
- 센트룸
- 한불화장품 상제리에써니체크케
- ROI 아태인포서블
- 레덱스골드 중외산업
- 동원산업 동원짜장참치
- 인천대학교
- SK매직 매직세탁기
- 재능교육

기타
- 한국철도공사 광역철도 차내 안내방송 (1990년대 ~ 2003년)[1]
- 한국철도공사 승강장 안내방송 (1990년대 ~ 2005년)[2]
- 한국철도공사 승강장 안내방송 (2005년 ~ 2018년)
- 인천교통공사 차내 안내방송 (1999년 ~ 2002년)[3]
- 부산교통공사 1호선 승강장 진입 안내방송(1990년대 ~ 2007년)[4]
- 부산교통공사 2호선 승강장 진입 안내방송(2001년 ~ 2002년)[5]

## 같이 보기
- 문화방송 성우극회